# Fairfield (Idaho)
Fairfield és una població dels Estats Units a l'estat d'Idaho. Segons el cens del 2000 tenia 395 habitants.

## Demografia
Segons el cens del 2000, Fairfield tenia 395 habitants, 162 habitatges, i 115 famílies. La densitat de població era de 462,2 habitants/km².
Dels 162 habitatges en un 33,3% hi vivien nens de menys de 18 anys, en un 60,5% hi vivien parelles casades, en un 6,8% dones solteres, i en un 29% no eren unitats familiars. En el 25,3% dels habitatges hi vivien persones soles l'11,1% de les quals corresponia a persones de 65 anys o més que vivien soles. El nombre mitjà de persones vivint en cada habitatge era de 2,44 i el nombre mitjà de persones que vivien en cada família era de 2,92.
Per edats la població es repartia de la següent manera: un 25,6% tenia menys de 18 anys, un 7,3% entre 18 i 24, un 27,1% entre 25 i 44, un 27,6% de 45 a 60 i un 12,4% 65 anys o més.
L'edat mediana era de 39 anys. Per cada 100 dones de 18 o més anys hi havia 94,7 homes.
La renda mediana per habitatge era de 31.167 $ i la renda mediana per família de 33.750 $. Els homes tenien una renda mediana de 26.607 $ mentre que les dones 16.667 $. La renda per capita de la població era de 21.504 $. Aproximadament el 9,1% de les famílies i el 10,7% de la població estaven per davall del llindar de pobresa.

## Poblacions més properes
El següent diagrama mostra les poblacions més properes.